# Quyền LGBT ở Jordan
Quyền đồng tính nữ, đồng tính nam, song tính và chuyển giới (tiếng Ả Rập: مثليه ، مثلي الجنس ، المخنثين والمتحولين جنسيا) ở Jordan được coi là tương đối tiên tiến, so với hầu hết các quốc gia khác trong Trung Đông.
Hoạt động tình dục đồng giới là bất hợp pháp ở Jordan theo Pháp lệnh Bộ luật Hình sự ủy thác của Anh cho đến năm 1951, khi Jordan thông qua bộ luật hình sự của riêng mình mà không hình sự hóa đồng tính luyến ái. Hành vi đồng tính luyến ái vẫn hợp pháp ở Jordan. Tuy nhiên, những người LGBT thể hiện tình cảm công khai có thể bị truy tố vì "phá vỡ đạo đức công cộng". Một tạp chí đồng tính quan tâm chung được xuất bản ở Jordan. Tuy nhiên, hầu hết những người LGBT phải đối mặt với sự phân biệt đối xử xã hội mà những người không phải là LGBT không gặp phải.

## Bảng tóm tắt
| Hoạt động tình dục đồng giới hợp pháp                                                                                       | (Từ năm 1951) |
| Độ tuổi đồng ý (16) |               |
| Luật chống phân biệt đối xử trong việc làm                                                                                  | No            |
| Luật chống phân biệt đối xử trong việc cung cấp hàng hóa và dịch vụ                                                         | No            |
| Luật chống phân biệt đối xử trong tất cả các lĩnh vực khác (bao gồm phân biệt đối xử gián tiếp, ngôn từ kích động thù địch) | No            |
| Hôn nhân đồng giới | No            |
| Công nhận các cặp đồng giới                                                                                                 | No            |
| Con nuôi của các cặp vợ chồng đồng giới                                                                                     | No            |
| Con nuôi chung của các cặp đồng giới                                                                                        | No            |
| Người đồng tính nam và đồng tính nữ được phép phục vụ công khai trong quân đội                                              | Unknown       |
| Quyền thay đổi giới tính hợp pháp                                                                                           |               |
| Truy cập IVF cho đồng tính nữ                                                                                               | No            |
| Đồng tính luyến ái được loại khỏi danh sách bệnh                                                                            | Unknown       |
| Mang thai hộ thương mại cho các cặp đồng tính nam                                                                           | No            |
| NQHN được phép hiến máu | Yes           |